# Giovanni Stefano Danedi

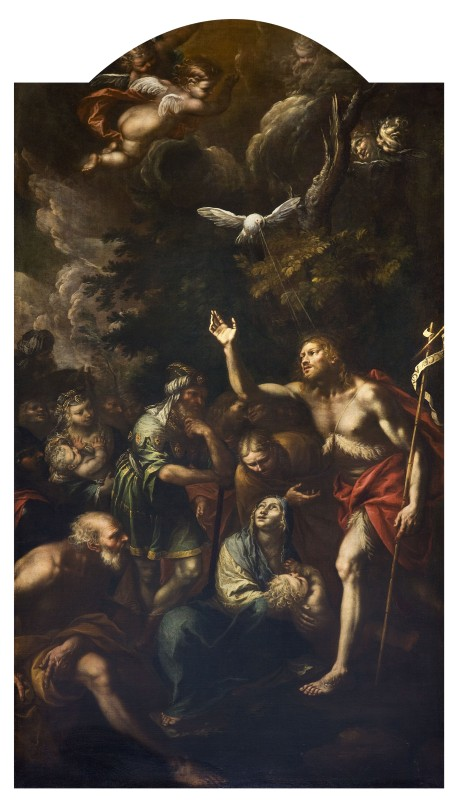
Predica di San Giovanni Battista, 1666 (Fondazione Cariplo)

Giovanni Stefano Danedi (o Doneda), detto Montalto (Treviglio, 5 gennaio 1612 – Milano, 19 settembre 1690), è stato un pittore italiano.

## Biografia
Con il fratello maggiore Giuseppe risulta il massimo esponente di questa famiglia di pittori trevigliesi che opera in Lombardia sino alle soglie del Settecento. La sua formazione artistica avviene all'interno del tessuto culturale milanese di quegli anni e subisce l'influenza figurativa dei massimi artisti del primo Seicento ambrosiano: il Morazzone, il Cerano, Giulio Cesare e Camillo Procaccini, Carlo Francesco Nuvolone. Nel 1641, insieme al fratello Giuseppe, collaborò nel grande affresco raffigurante l'Assunzione nella chiesa di Santa Maria delle Grazie a Pavia. Tra il 1641 e il 1648 entrambi i fratelli soggiornano a Roma, dove hanno modo di conoscere e apprezzare nuovi linguaggi e suggestioni pittoriche, venendo a contatto con le opere di Pietro da Cortona. Buona parte della produzione artistica del Montalto riguarda la pittura sacra in territorio lombardo; di non minore rilevanza è però anche il contributo alla decorazione barocca di argomento profano, in ville e palazzi lombardi di famiglie illustri, come i Borromeo e gli Arese.

## Lo stile
A partire dal 1648, dopo il soggiorno a Roma, il suo stile fu influenzato sempre di più dalla pittura barocca. Lo testimoniano sia gli affreschi del presbiterio del duomo di Monza, del 1648, sia gli affreschi successivi di Villa Frisiani Mereghetti a Corbetta (1656), quelli della sesta e della settima cappella di destra nella Certosa di Pavia (1671-1688), la decorazione della XVII cappella e della cupola del Santuario del Sacro Monte di Varallo, la Madonna, Sant'Anna e Gesù Bambino nella chiesa del Santo Crocifisso ad Asso e la pala con l'Assunzione della Vergine nella chiesa di Santa Maria Assunta a Giubiasco.

## Opere principali

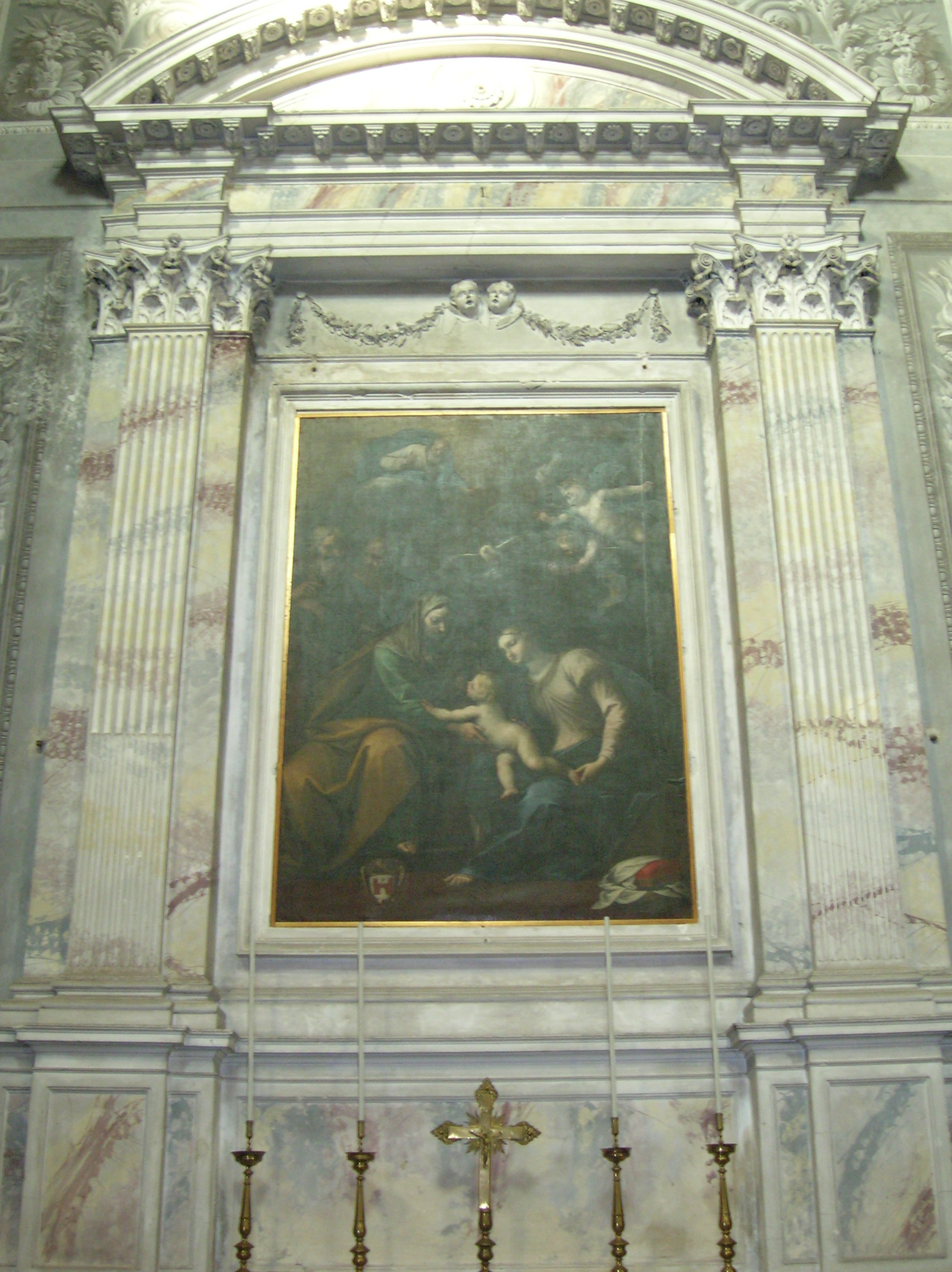
Giovanni Stefano Danedi, Madonna, Sant'Anna e Gesù Bambino, chiesa del Santo Crocifisso, Asso

### Corbetta - Santuario Arcivescovile della Beata Vergine dei Miracoli
- Angeli, nella Cappella di San Mona, 1657
- Visione di San Mona, nella Cappella di San Mona, 1657
- San Mona appare in sogno ad Arnolfo I, nella Cappella di San Mona, 1657
- San Mona che battezza, nella Cappella di San Mona, 1657
- San Mona che distribuisce i beni ai poveri, nella Cappella di San Mona, 1657
- San Mona che ordina la costruzione di un edificio sacro, nella Cappella di San Mona, 1657
- Angeli con paramenti episcopali, nella Cappella di San Mona, 1657
- Miracolo del bambino caduto in una pentola, nella Cappella di Sant'Antonio, 1657
- Messa di Sant'Antonio con l'apparizione dell'anima beata, nella Cappella di Sant'Antonio, 1657
- Sant'Antonio che restituisce alla famiglia il bambino risuscitato, nella Cappella di Sant'Antonio, 1657

### Altri luoghi
- Affreschi sull'arco dell'altare maggiore, Pavia, 1641, Chiesa di Santa Maria delle Grazie[2]
- Affreschi del presbiterio del duomo di Monza, Monza, 1648, Duomo
- Affreschi di Villa Frisiani Mereghetti, Corbetta, 1656
- Predica di San Giovanni Battista, Milano, 1666, Fondazione Cariplo
- Assunzione della Vergine, 1660- 1670, Pavia, Chiesa dei Santi Giacomo e Filippo
- Annunciazione, 1660- 1670, Pavia, Chiesa dei Santi Giacomo e Filippo[1]
- Affreschi della settima cappella, 1671-88, Certosa di Pavia
- XVII cappella, Varallo, 1665, Sacro Monte di Varallo
- Affreschi della cupola, Varallo, chiesa del Sacro Monte di Varallo
- Madonna, Sant'Anna e Gesù Bambino, Asso, chiesa del Santo Crocifisso
- Assunzione della Vergine, Giubiasco, chiesa di Santa Maria Assunta
- La lavanda dei piedi, Lubiana, Galleria Nazionale Slovena
- Sant'Antonio con Bambino e Santi, olio su tela, 260x197, Chiesa di San Lorenzo, Castagnola, Valduggia
- Sant'Antonio con Bambino, olio su tela, 246x143, Chiesa dei Santi Ambrogio e Theodulo, Stresa
- Beata Vergine Assunta, olio su tela, 200x148, Pinacoteca di Varallo, Varallo
- Visione di Papa Onorio III, olio su tela, 161x104, Pinacoteca di Varallo, Varallo
- Beata Vergine con Bambino e Sant'Antonio, olio su tela, 260x150, Villa Borromeo, Stresa
- Distruzione di Gerico,  olio su tela, 246x143, Villa Borromeo,
- La nuvola guida il popolo d'Israele,  olio su tela, 230x260, Villa Borromeo, Stresa
- Mitridate fa avvelenare le concubine,  olio su tela, 230x260, Villa Borromeo, Stresa